# Feçor Shehu
Feçor Shehu (ur. 26 marca 1926 we wsi Hekal, Okręg Fier, zm. 9 września 1983) – albański funkcjonariusz służb specjalnych, minister spraw wewnętrznych w latach 1980-1981, siostrzeniec Mehmeta Shehu.

## Życiorys
Był synem Reshata i Merushy. 4 lutego 1943 przyłączył się do jednego z oddziałów partyzanckich działających w rejonie Mallakastry. Dwa miesiące później wstąpił do Komunistycznej Partii Albanii. W maju 1945 objął funkcję komisarza batalionu w 12 Brygadzie Armii Narodowowyzwoleńczej.
Od 1946 rozpoczął uzupełnianie wykształcenia. Edukację przerwał po ukończeniu pierwszej klasy liceum. W latach 1947–1948 w Korczy uczęszczał do szkoły średniej. W latach 1951–1952 odbył studia w ZSRR w szkole przeznaczonej dla wyższej kadry funkcjonariuszy służb specjalnych. 
W maju 1947 objął stanowisko szefa wydziału propagandy pułku stacjonującego w Korczy. Od maja 1947 kontynuował swoją karierę w strukturach Dyrektoriacie Bezpieczeństwa Państwa (późniejszego Sigurimi). W latach 1948–1951 pełnił funkcję zastępcy dowódcy oddziału Sigurimi w Gjirokastrze, a następnie dowódcy oddziału w Dibrze. Od 1952 kierował strukturami Sigurimi w Korczy, od 1955 w Tiranie, a od 1960 w Szkodrze. W latach 1967–1970 kierował I Dyrektoriatem Sigurimi (kontrwywiad). W latach 1970–1980 w randze wiceministra spraw wewnętrznych kierował całością Sigurimi, a następnie w 1980 zastąpił Kadri Hazbiu na stanowisku ministra spraw wewnętrznych. Po dymisji, w 1981 powrócił na stanowisko szefa służb w Korczy. W maju 1979 przesłał list do Ramiza Alii, sekretarza Komitetu Centralnego partii, w którym donosił, że w najnowszych sztukach Fadila Kraji i Nauma Priftiego znalazły się treści wrogie i błędne ideologicznie.
24 marca 1982 został aresztowany, jako jedna z osób powiązanych z Mehmetem Shehu. Według Blendi Fevziu (autora biografii Envera Hodży), F.Shehu był agentem jugosłowiańskich służb specjalnych, miał także posiadać informacje na temat rekrutacji Salego Berishy przez stronę jugosłowiańską. W czasie procesu, który odbył się w 1983 był oskarżany o szpiegostwo na rzecz Amerykanów. W czasie procesu zarzucono ministrowi także wykorzystywanie seksualne albańskich sportsmenek i kobiet osadzonych w więzieniu. Shehu nie przyznał się do stawianych mu zarzutów, ale mimo to został skazany na karę śmierci. Zgodnie z rozkazem ministra Hekurana Isaia wyrok wykonano przez rozstrzelanie 9 września 1983 w rejonie wsi Linzë. Szczątki Feçora Shehu odnaleziono w 1995 w pobliżu wsi Selitë.